# Sonate K. 90
Pour les articles homonymes, voir K90.
La sonate K. 90 (F.51/L.106) en ré mineur est une œuvre pour clavier et violon du compositeur italien Domenico Scarlatti.

## Présentation

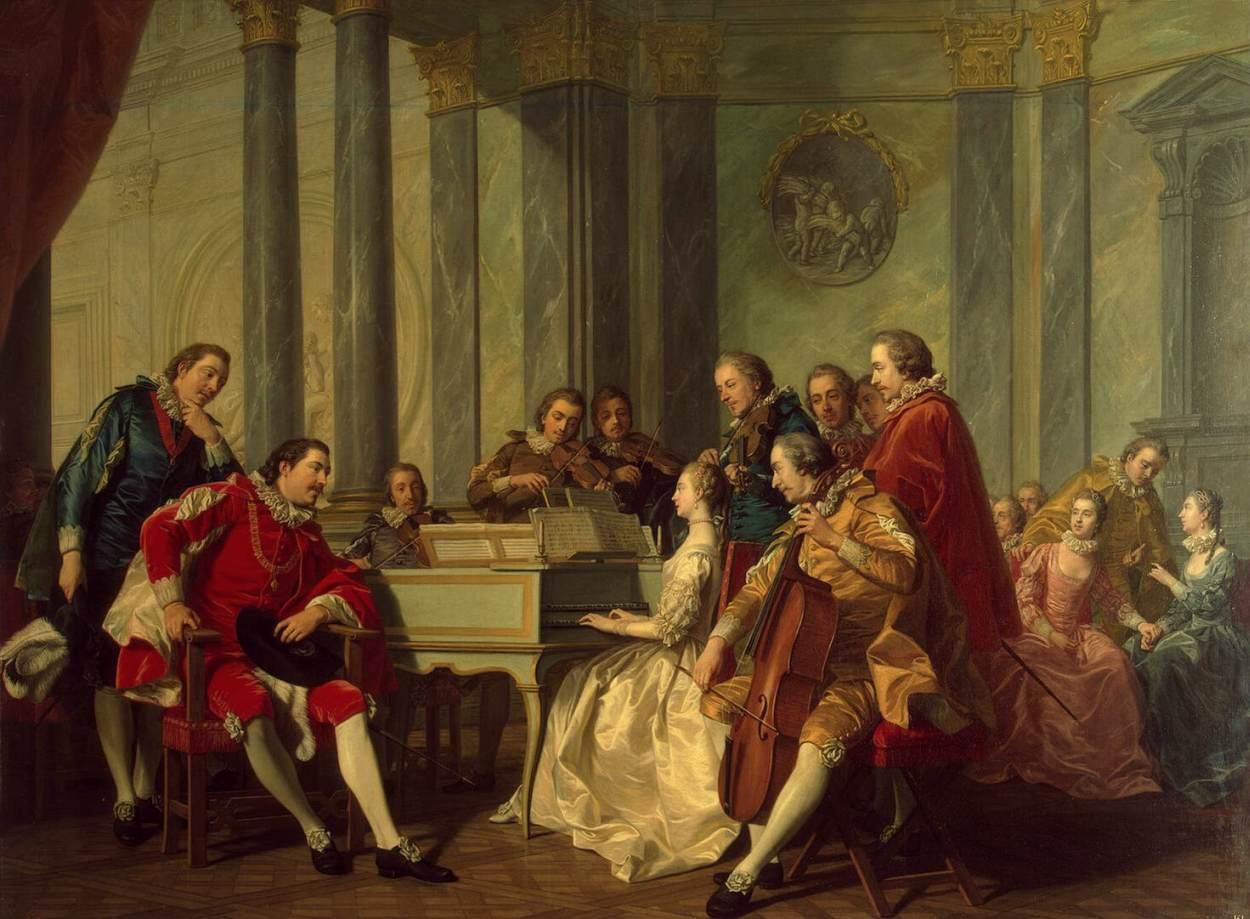
« Le sextuor », de Louis-Michel van Loo, 1768 (Musée de l'Ermitage). La claveciniste a longtemps été tenue pour la reine Maria Barbara, la toile portant le titre de « concert à la cour d'Espagne », avec une attribution incertaine.

La sonate K. 90, en ré mineur, est en quatre mouvements, notée successivement Grave, Allegro (deux sections avec reprises, ms. 29–89 et 90–166), une tarentelle à 
 (lent, mais sans indication de mouvement, ms. 167–181) et Allegro.
Suggérant l'exécution destinée à plusieurs instruments, la partition est sommairement chiffrée (le second mouvement ne présente qu'un seul accord chiffré), mais n'indique que les sixtes et rarement d'autres types d'accords. L'écriture habituelle de la main gauche de Scarlatti pour le clavier, est sans ressemblance. La dynamique n’apparaît pas ici : seule la sonate K. 88 de la même série, l'évoque clairement aux premières mesures (forte, piano). La sonate K. 90 fait partie d'un petit groupe du même genre : K. 81 et les 88 à 91 où se présente un chiffrage.
Dans un article publié en 1947, le claveciniste Lionel Salter soutenait l'idée que ces sonates étaient destinées à un violon et une basse continue. Le motif de l'ouverture du deuxième mouvement confirme les caractéristiques violinistiques (mesures 29–32). Certains musicologues, tel Pestelli et Joel Sheveloff, ont depuis proposé d'autres sonates, notamment la K. 73, dont le menuet est chiffré lui aussi, la basse n'ayant aucun rôle mélodique.
La partition, dans un style clairement archaïque, est donc destinée à un continuo et un dessus : un clavecin, renforcé par un violoncelle ou un basson et le dessus joué par un violon. Mais les arrangements invitent divers instruments, telle une flûte ou d'autres combinaisons de timbres. Steven Isserlis l'interprète au violoncelle, à l'instar des sonates pour viole de gambe de Bach.
Casella, dans Scarlattiana, op. 44 (Rome, 1926), a extrait plusieurs éléments des sonates K. 81, 89 et 90, parmi les quatre-vingt-huit mélodies tirées des œuvres de Scarlatti pour sa suite.

## Manuscrit
Le manuscrit est le numéro 55 du volume XIV (Ms. 9770) de Venise (1742), copié pour Maria Barbara.

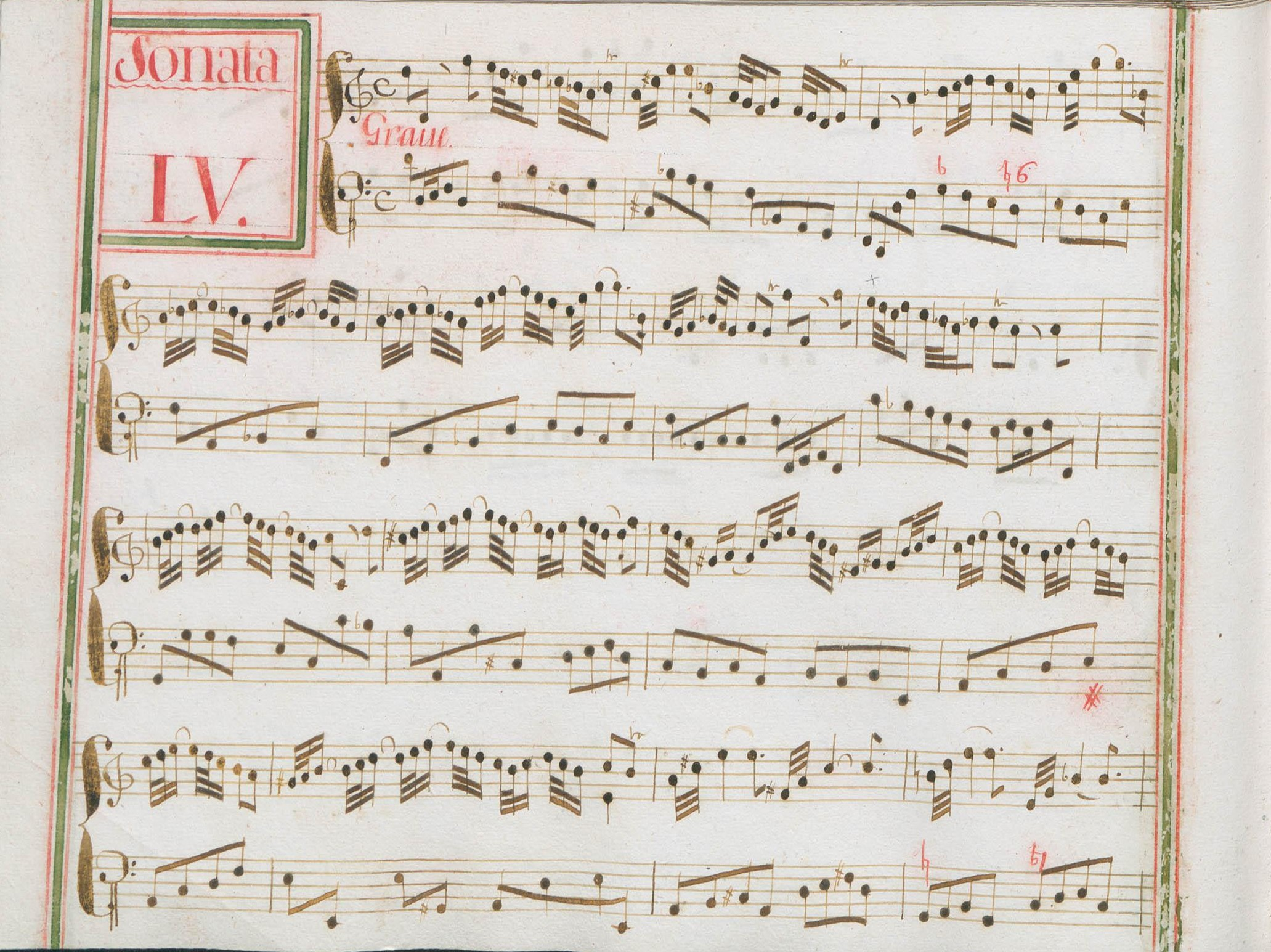
Grave
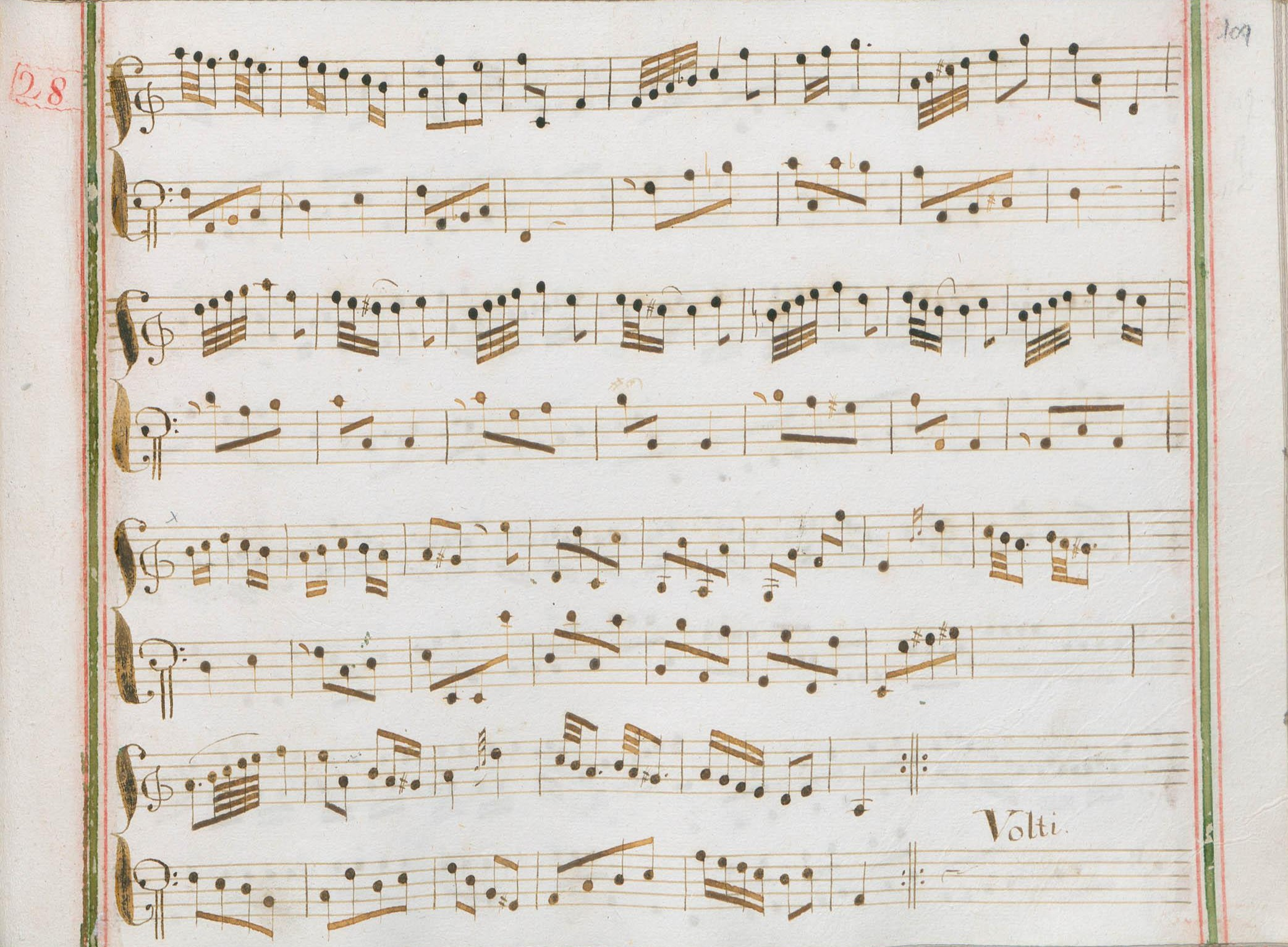
Allegro
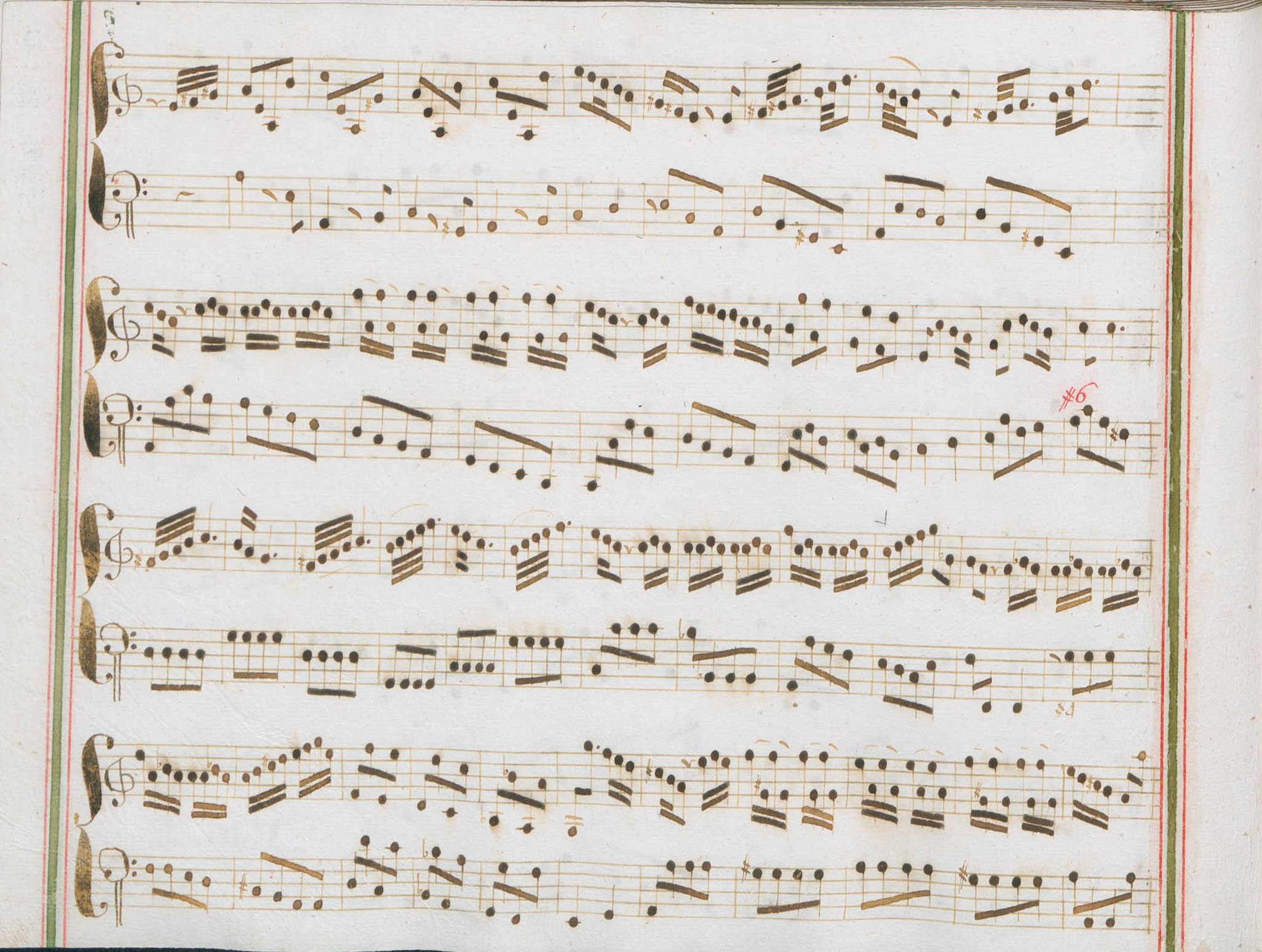
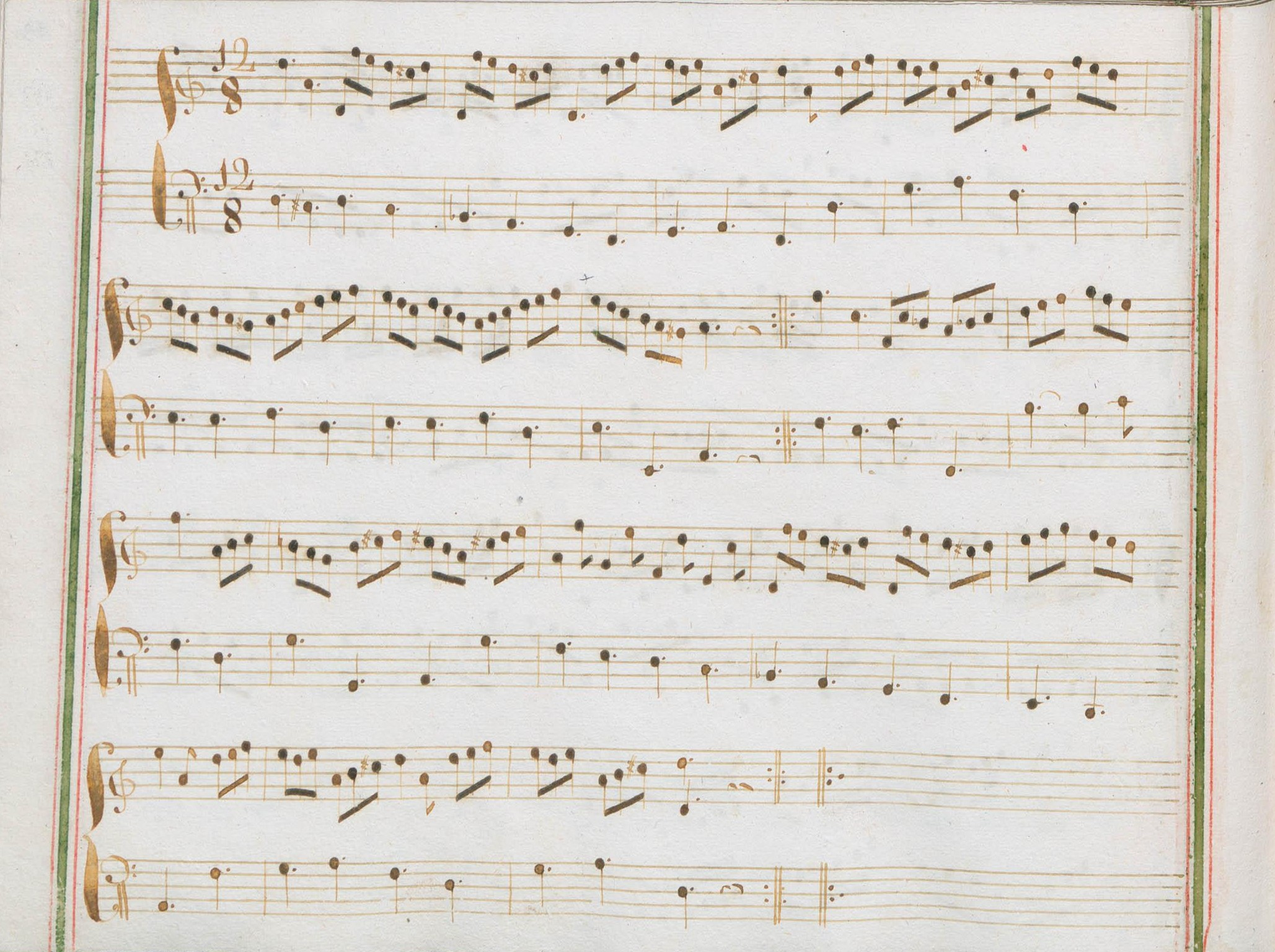
Tarentelle
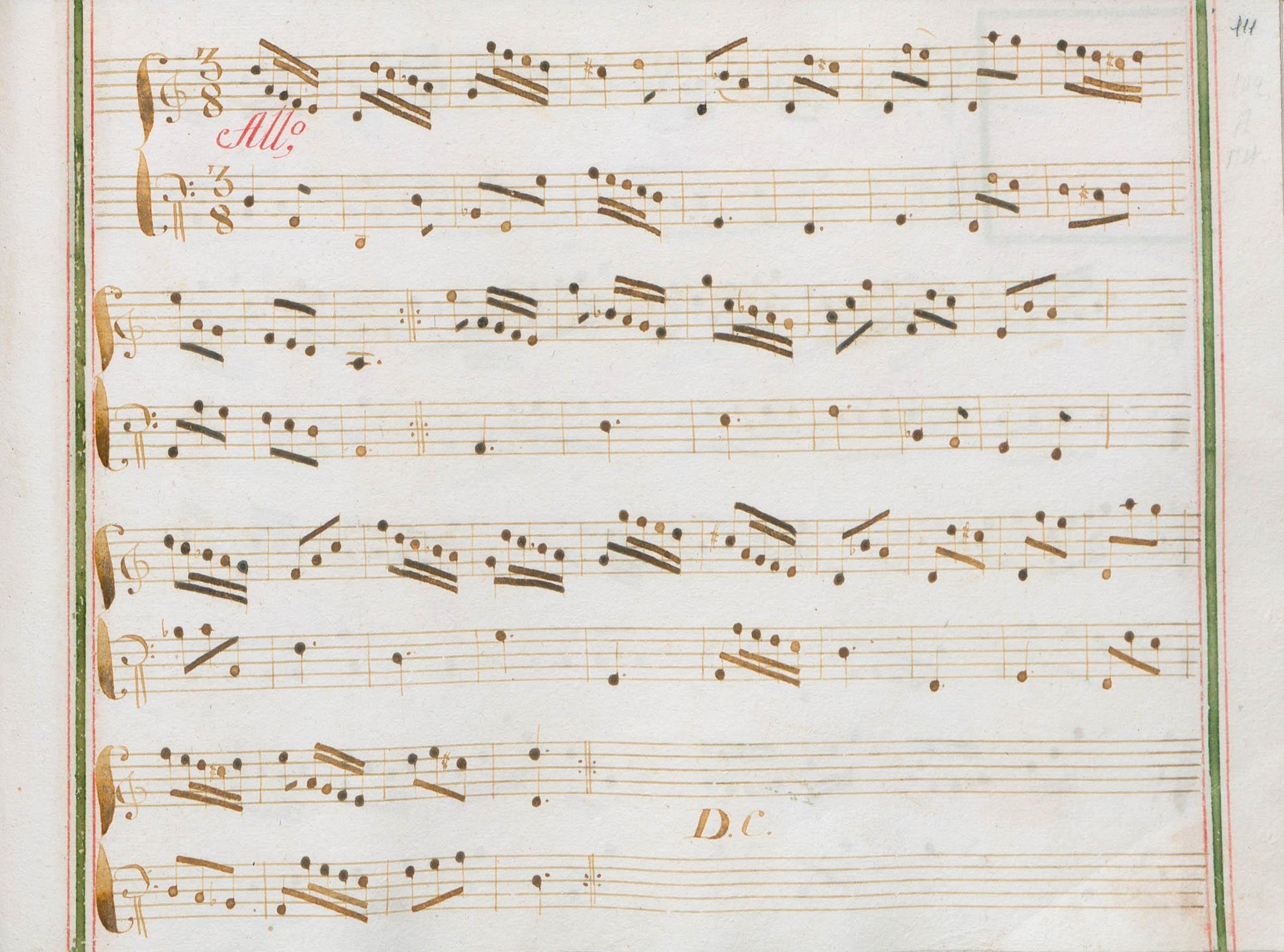
Allegro

## Interprètes
La sonate K. 90 est défendue au piano, notamment par Colleen Lee (2007, Naxos, vol. 10), Carlo Grante (2013, Music & Arts, vol. 4) et Maurizio Baglini (2014, Decca) ; au clavecin par Richard Lester (2003, Nimbus, vol. 3) et Pieter-Jan Belder (Brilliant Classics, vol. 2).
Les sonates de chambre, parmi lesquelles la K. 90, ont été enregistrées, notamment par :
- Julian Olevsky, violon ; Fernando Valenti, clavecin (1955, LP Westminster XWN 18113 / Forgotten Records) — dans l'arrangement de Lionel Salter[5].
- Scott Ross (1985, Erato)
- Steven Isserlis, violoncelle ; Richard Egarr, clavecin ; Robin Michael, violoncelle continuo (28-30 mai 2014, SACD Hyperion)
- Pizzicar Galante : Anna Schivazappa, mandoline et direction ; Ronald Martin Alonso, viole de gambe ; Daniel de Morais, théorbe, guitare ; Fabio Antonio Falcone, clavecin et direction (5-9 septembre 2017, Arcana A115)
- Ensemble La Tempestad, dir. et arrangements de Silvia Márquez Chulilla (décembre 2017/juin 2018, IBS)
- Ensemble Le Caravansérail, dir. Bertrand Cuiller et clavecin ; Leila Schayegh, violon ; Bérengère Sardin, harpe (2020, Harmonia Mundi) — avec le Stabat Mater.
- Ensemble Sixty1strings, dir. Negin Habibi ; arrangement harpe baroque, mandoline baroque et guitare baroque (9 septembre/1er octobre 2021, Genuin GEN 22793) (OCLC 1350746668)

## Sources
: document utilisé comme source pour la rédaction de cet article.
- Ralph Kirkpatrick (trad. de l'anglais par Dennis Collins), Domenico Scarlatti, Paris, Lattès, coll. « Musique et Musiciens », 1982 (1re éd. 1953 (en)), 493 p. (ISBN 978-2-7096-0118-4, OCLC 954954205, BNF 34689181).
- Alain de Chambure, « Domenico Scarlatti : Intégrale des sonates — Scott Ross », Erato (2564-62092-2), 1985 (OCLC 891183737) .
- (en) Jacqueline Esther Ogeil (thèse de doctorat), Domenico Scarlatti : a contribution to our understanding of his sonatas through performance and research, University de Newcastle, 2006, 169 p. (lire en ligne), p. 157.